# Xã Reserve, Quận Allegheny, Pennsylvania
Xã Reserve (tiếng Anh: Reserve Township) là một xã thuộc quận Allegheny, tiểu bang Pennsylvania, Hoa Kỳ. Năm 2010, dân số của xã này là 3.333 người.